# Ducula basilica
Ducula basilica là một loài chim trong họ Columbidae.